# Saint-Germain-les-Paroisses
Saint-Germain-les-Paroisses – miejscowość i gmina we Francji, w regionie Owernia-Rodan-Alpy, w departamencie Ain.

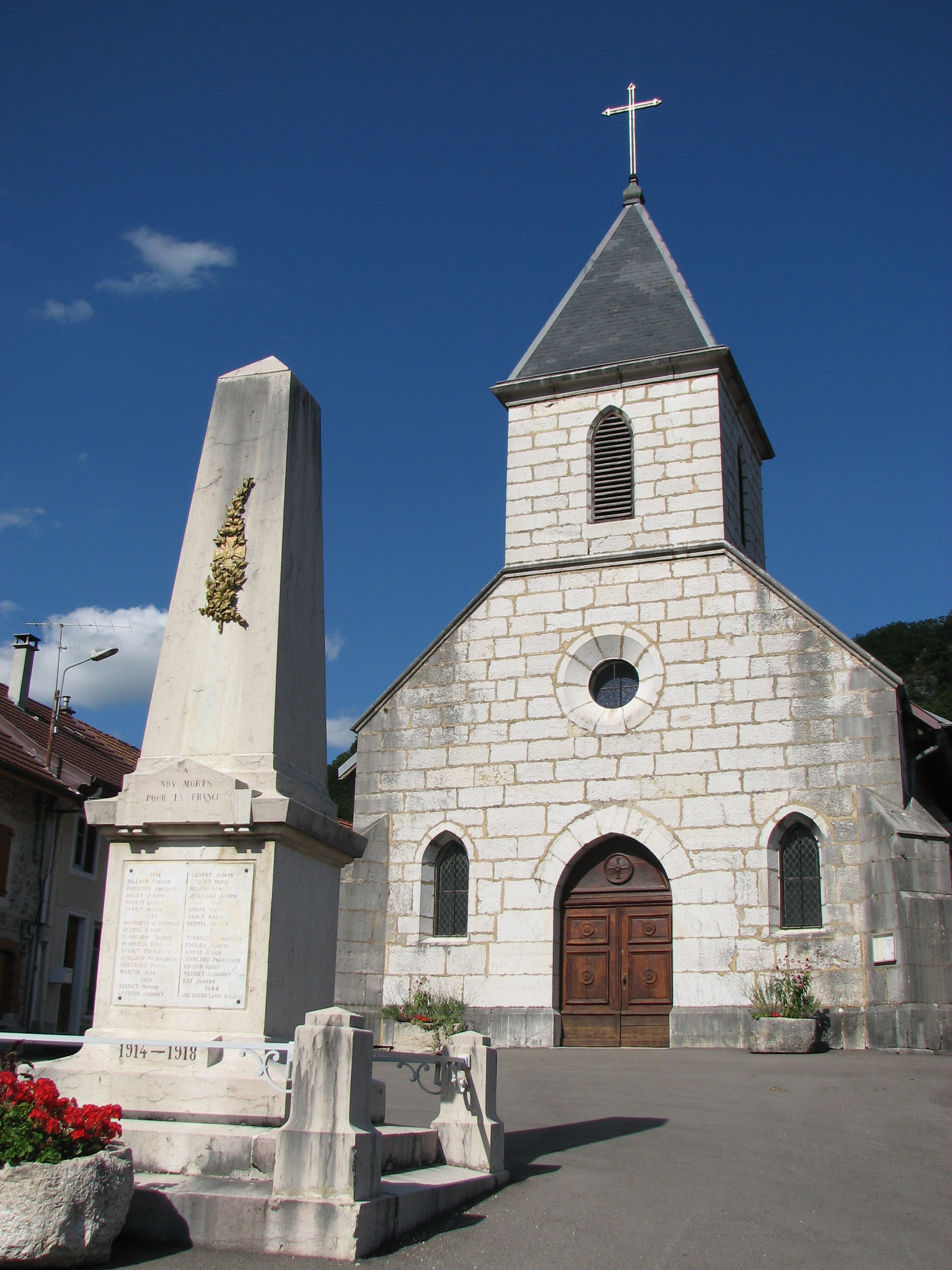
Kościół (2009 r.)

## Demografia
Według danych na styczeń 2012 roku gminę zamieszkiwało 416 osób, a gęstość zaludnienia wynosiła 25,6 osób/km².

Populacja Saint-Germain-les-Paroisses w latach 1962–2008